# 王玥波
王玥波（1978年—），又名王月波，中国相声和曲艺演员，现为全总文工团说唱演员（原在煤矿文工团）。他擅长相声，评书，联珠快书等多项艺术表演形式，能捧善逗。王月波很早就活跃于北京前门、天桥、琉璃厂一带，为北京德云社、北京宣南书馆的创始成员，他是郭德纲早期相声搭档之一。

## 师承关系
他相声师承赵小林先生（赵小林先生跟妻子马贵荣共同教学）；评书师承马增堃先生（隋唐演义）；联珠快书师承章学楷先生。他与李菁同为评书表演艺术家连丽如和贾建国夫妇的义子干儿。